# Patrik Ferrari

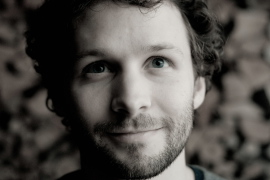
Patrik Ferrari

Patrik L. Ferrari (* 16. Juli 1977 in Locarno) ist ein Schweizer mathematischer Physiker, der sich mit Stochastik und Statistischer Mechanik befasst. Er ist Professor an der Universität Bonn.

## Herkunft und Ausbildung
Ferrari stammt aus Lodano im Maggiatal, einem Teil der italienischsprachigen Schweiz. 1996 hat er an der Physik-Olympiade für die Schweizerische Mannschaft in Oslo teilgenommen. Er studierte ab 1996 an der École polytechnique fédérale de Lausanne (EPFL) und absolvierte einen Auslandsaufenthalt bei der Rutgers University. 2001 erhielt er einen Preis für den zweitbesten allgemeinen Notendurchschnitt über das gesamte Studium an der EPFL. Seine Diplomarbeit wurde von Joel Lebowitz betreut und handelte von Kontaktmatrizen bei Irrfahrten. Ferrari wurde 2004 an der TU München bei Herbert Spohn promoviert. Er beschäftigte sich in der Doktorarbeit mit flächenspezifischem Kristallwachstum.

## Akademische Tätigkeit
Ab 2006 war er am Weierstraß-Institut in Berlin und seit 2008 an der Universität Bonn, an der er 2009 Professor im Institut für Angewandte Mathematik (Abteilung Stochastische Analysis) wurde.
Seine Arbeiten haben praktische Anwendungen insbesondere bei der physikalischen Chemie, Thermodynamik und dem Kristallwachstum. Dazu gehören gerichtete Polymere, Perkolation, Zufallsmatrizen, stochastische Wachstumsmodelle insbesondere aus der KPZ-Universalitätsklasse.
Das Wachstum von deren Grenzflächen wird in diesen Modellen durch eine stochastische partielle Differentialgleichung beschrieben. Dazu gehören TASEP (Totally Asymmetric Simple Exclusion Process), LPP (Last Passage Percolation), PNG (Polynuclear Growth), Zufalls-Pflasterungen (Random Tilings) wie Wechselwirkende Teilchensysteme (Interacting Particle Systems). Probleme, die er dabei beleuchtet, sind vor allem Vielteilchensysteme und deren thermodynamische Grenzfälle und der Einfluss von zufälligen Störungen. Er befasst sich zudem mit der Frage der Universalität von Fluktuationen in stochastischen Modellen, die häufig aus der statistischen Mechanik motiviert sind.

## Auszeichnungen und Persönliches
2009 erhielt er den Heinz Maier-Leibnitz-Preis. Ferrari ist verheiratet und hat zwei Kinder.